# Station Killarney
Station Killarney  is een spoorwegstation in Killarney in het  Ierse graafschap Kerry. Het station ligt aan de lijn Dublin - Tralee. Via Mallow is er een directe aansluiting naar Cork. 
Station Killarney is op 15 juli 1853 geopend als eindstation van de lijn vanaf Mallow. Deze lijn is later doorgetrokken naar Tralee. 
Het station is uitgevoerd als kopstation. Treinen in de richting Tralee rijden het station binnen en verlaten het station achterwaarts om dan verder te rijden naar Tralee. Treinen uit Tralee rijden eerst het station voorbij en rijden dan achteruit het station binnen.